# 电路交换
电路交换（英語：Circuit Switching）是相对于封包交換（或稱分组交换）的一个概念。电路交换要求必须首先在通信双方之间建立连接通道。在连接建立成功之后，双方的通信活动才能开始。通信双方需要传递的信息都是通过已经建立好的连接来进行传递的，而且这个连接也将一直被维持到双方的通信结束。在某次通信活动的整个过程中，这个连接将始终占用着。连接建立開始時，通信系统分配给它的资源（通道、頻寬、时隙、码字等等），这也体现了电路交换区别于封包交换的本质特征。

## 通话
对于呼叫建立和控制(以及其他相关用途)，它使用一个单独的信号通道从终端节点连接到网络。 ISDN就是一种这样的服务，它使用的是普通老式电话服务（POTS）不使用的一个单独的信号通道。
建立连接，并监测其进展，并通过网络终端的方法，也可以利用在电话机使用CCS7分组交换信令协议进行通信的呼叫建立和控制信息和使用的TDM之间的联系的情况下作为单独的控制通道运输实际电路中的数据。
早期的电话机是一个电路交换的合适例子。订阅人将要求运营商连接到另一个用户，无论是在同另一家运营商交换或通过纽带的交流。在任何情况下，最终的结果是在呼叫的时候由物理性的电子连接两个用户。用于连接的铜线不能在同一时间进行其他用途，即使用户实际上没有说话。

## 與封包交换相比
封包交换与电路交换相比是将数据划分成更小的单位称为数据包。封包交换可共享多个通信会话的可用网络带宽。
复用在同一物理导体多个电信连接已经很长一段时间，然而每个通道上的复用的链接要么致力于一次通话，或者是闲置之间的通话。
在电路交换，虚电路交换，路由和带宽预留从源到目的地。电路交换可以相对低效的，因为能力是保证建立连接，但不连续使用，而是暂时的。然而，连接是立即可用，同时成立。
封包交换是分割的消息/被分成几个较小的数据包传输数据的过程。每个数据包都标有其目的和订购相关的数据包的序列号，解除需要一个专用的路径，以帮助找到包到其目的地的方式。每个数据包调度独立，每个人都可以通过不同的路径传送。在目的地，原始邮件将被以正确的顺序重组，根据数据包的数量。封包交换网络不需要建立一个电路，并允许许多双节点同时在同一通道进行通信。